# Mimetus marjorieae
Mimetus marjorieae är en spindelart som beskrevs av Alberto Barrion och James A. Litsinger 1995. Mimetus marjorieae ingår i släktet Mimetus och familjen kaparspindlar.
Artens utbredningsområde är Filippinerna. Inga underarter finns listade i Catalogue of Life.